# Válvula de disco autocentrado
La válvula de disco autocentrado, originalmente patentado por NEYRPIC, una fábrica francesa de equipamientos hidráulicos, en los años 70, se basa en la propiedad de los chorros de agua verticales de autocentrar un disco plano solidario de un eje articulado en su extremo superior el disco flota, se centra y queda en equilibrio sin otra intervención exterior que la reacción de la sujeción, provocando una dispersión radial del chorro. Si el punto de articulación se encuentra en el eje vertical del chorro, el equilibrio es perfectamente estable.
Si con un esfuerzo suficiente se intenta acercar el disco al borde del orificio, este permanece siempre perfectamente centrado, pero reduce progresivamente la sección del paso y limita el caudal hasta anularlo. Este es el principio del funcionamiento de esta válvula muy sencilla, que se opera mediante un flotador unido por una palanca a la varilla solidaria con el disco plano.
- Datos: Q9095153